# Chenereilles (Haute-Loire)
Pour les articles homonymes, voir Chenereilles.
Chenereilles est une commune française située dans le département de la Haute-Loire, en région Auvergne-Rhône-Alpes.

## Géographie

### Localisation
La commune de Chenereilles se trouve dans le département de la Haute-Loire, en région Auvergne-Rhône-Alpes.
Elle se situe à 42 km par la route du Puy-en-Velay, préfecture du département, à 15 km d'Yssingeaux, sous-préfecture, et à 5 km de Tence, bureau centralisateur du canton des Boutières dont dépend la commune depuis 2015 pour les élections départementales.
Les communes les plus proches sont : 
Tence (3,7 km), Saint-Jeures (5,5 km), Lapte (6,5 km), Raucoules (6,9 km), Montfaucon-en-Velay (7,5 km), Araules (7,8 km), Montregard (7,9 km), Grazac (8,1 km).
|              | Lapte        |       |
|              | Chenereilles |       |
| Saint-Jeures |              | Tence |

### Climat
Pour des articles plus généraux, voir Climat d'Auvergne-Rhône-Alpes et Climat de la Haute-Loire.
En 2010, le climat de la commune est de type climat de montagne, selon une étude du Centre national de la recherche scientifique s'appuyant sur une série de données couvrant la période 1971-2000. En 2020, Météo-France publie une typologie des climats de la France métropolitaine dans laquelle la commune est exposée à un climat de montagne ou de marges de montagne et est dans la région climatique Sud-est du Massif Central, caractérisée par une pluviométrie annuelle de 1 000 à 1 500 mm, minimale en été, maximale en automne.
Pour la période 1971-2000, la température annuelle moyenne est de 8,3 °C, avec une amplitude thermique annuelle de 16 °C. Le cumul annuel moyen de précipitations est de 995 mm, avec 9,6 jours de précipitations en janvier et 6,9 jours en juillet. Pour la période 1991-2020, la température moyenne annuelle observée sur la station météorologique de Météo-France la plus proche, « Mazet-Volamont », sur la commune de Mazet-Saint-Voy à 10 km à vol d'oiseau, est de 7,8 °C et le cumul annuel moyen de précipitations est de 975,0 mm,. Pour l'avenir, les paramètres climatiques de la commune estimés pour 2050 selon différents scénarios d'émission de gaz à effet de serre sont consultables sur un site dédié publié par Météo-France en novembre 2022.

## Urbanisme

### Typologie
Au 1er janvier 2024, Chenereilles est catégorisée commune rurale à habitat très dispersé, selon la nouvelle grille communale de densité à sept niveaux définie par l'Insee en 2022.
Elle est située hors unité urbaine et hors attraction des villes,.

### Occupation des sols
L'occupation des sols de la commune, telle qu'elle ressort de la base de données européenne d’occupation biophysique des sols Corine Land Cover (CLC), est marquée par l'importance des territoires agricoles (48,9 % en 2018), une proportion identique à celle de 1990 (48,9 %). La répartition détaillée en 2018 est la suivante : 
forêts (43,1 %), prairies (30,8 %), zones agricoles hétérogènes (18 %), eaux continentales (8,1 %). L'évolution de l’occupation des sols de la commune et de ses infrastructures peut être observée sur les différentes représentations cartographiques du territoire : la carte de Cassini (XVIIIe siècle), la carte d'état-major (1820-1866) et les cartes ou photos aériennes de l'IGN pour la période actuelle (1950 à aujourd'hui).

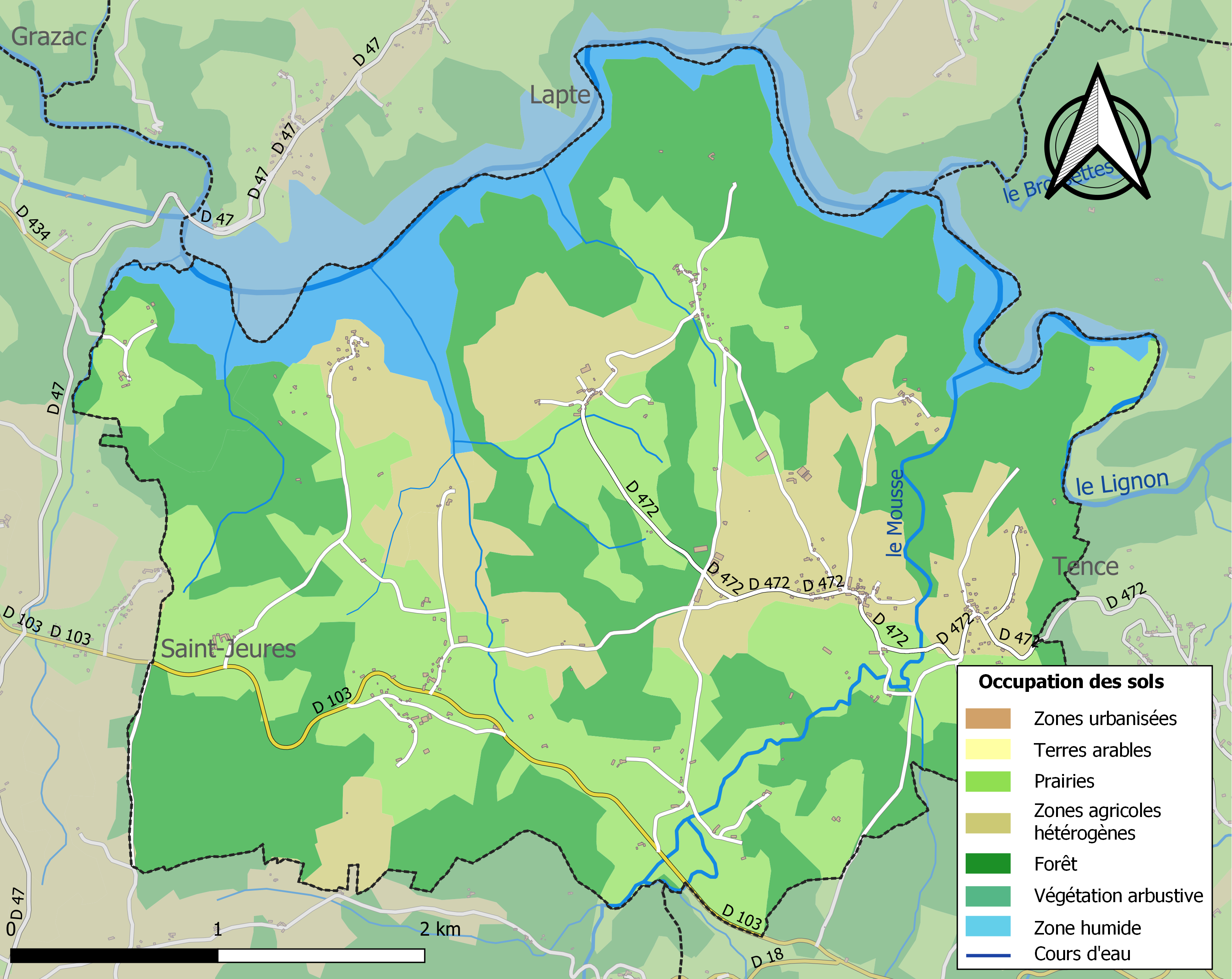
Carte des infrastructures et de l'occupation des sols de la commune en 2018 (CLC).
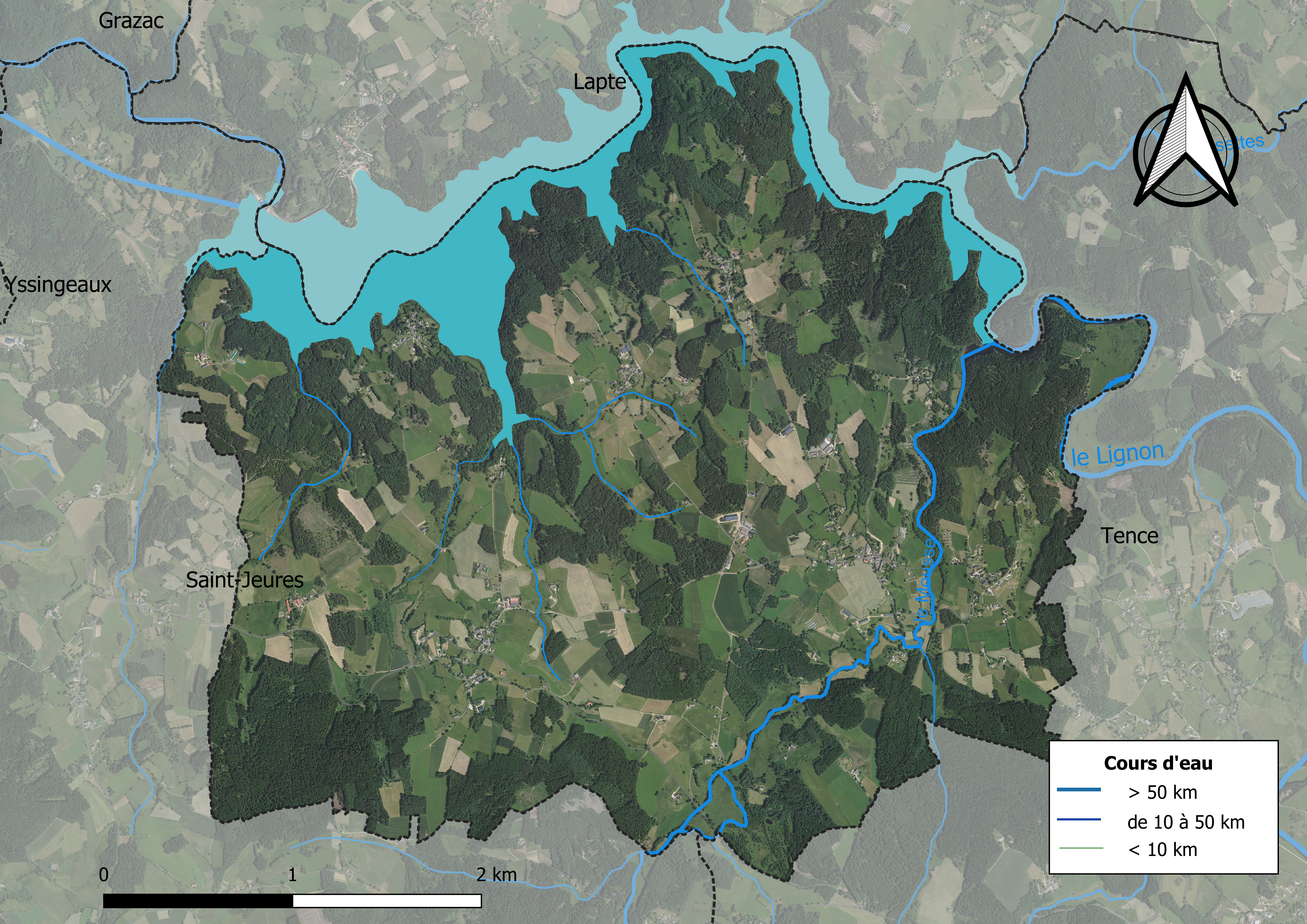
Carte orthophotographique de la commune.

### Habitat et logement
En 2018, le nombre total de logements dans la commune était de 237, alors qu'il était de 254 en 2013 et de 239 en 2008.
Parmi ces logements, 54,8 % étaient des résidences principales, 38,1 % des résidences secondaires et 7,1 % des logements vacants. Ces logements étaient pour 93 % d'entre eux des maisons individuelles et pour 7 % des appartements.
Le tableau ci-dessous présente la typologie des logements à Chenereilles en 2018 en comparaison avec celle de la Haute-Loire et de la France entière. Une caractéristique marquante du parc de logements est ainsi une proportion de résidences secondaires et logements occasionnels (38,1 %) supérieure à celle du département (16,1 %) et à celle de la France entière (9,7 %). Concernant le statut d'occupation de ces logements, 79,7 % des habitants de la commune sont propriétaires de leur logement (76,6 % en 2013), contre 70 % pour la Haute-Loire et 57,5 pour la France entière.
| Typologie                                               | Chenereilles | Haute-Loire | France entière |
| ------------------------------------------------------- | ------------ | ----------- | -------------- |
| Résidences principales (en %)                           | 54,8         | 71,5        | 82,1           |
| Résidences secondaires et logements occasionnels (en %) | 38,1         | 16,1        | 9,7            |
| Logements vacants (en %)                                | 7,1          | 12,4        | 8,2            |

## Toponymie
Son nom dérive du latin Canaleria qui désigne des canalisations. Il donnera Chenereilles en français et Chanarelhas en vivaro-alpin.

## Histoire
La commune de Chenereilles a été créée le 31 mai 1876, à partir d'un démembrement des communes de Saint-Jeures et de Tence. La mairie a été construite en 1913, tandis que le château de Pélissac, ancien siège d’une seigneurie des Luzy du XIIe au XVIe siècle, cédé aux Just le Blanc en 1671 puis abandonné au XIXe siècle, est aujourd'hui détruit,.

## Politique et administration

### Découpage territorial
La commune de Chenereilles est membre de la communauté de communes du Haut-Lignon, un établissement public de coopération intercommunale (EPCI) à fiscalité propre créé le 22 décembre 2000 dont le siège est à Tence. Ce dernier est par ailleurs membre d'autres groupements intercommunaux.
Sur le plan administratif, elle est rattachée à l'arrondissement d'Yssingeaux, au département de la Haute-Loire, en tant que circonscription administrative de l'État, et à la région Auvergne-Rhône-Alpes.
Sur le plan électoral, elle dépend du canton des Boutières pour l'élection des conseillers départementaux, depuis le redécoupage cantonal de 2014 entré en vigueur en 2015, et de la première circonscription de la Haute-Loire  pour les élections législatives, depuis le redécoupage électoral de 1986.

### Liste des maires
| Période                                  | Période                    | Identité          | Étiquette | Qualité |
| ---------------------------------------- | -------------------------- | ----------------- | --------- | ------- |
| Les données manquantes sont à compléter. |                            |                   |           |         |
| mars 2001                                | avril 2014                 | Henri Souvignet   | DVD       |         |
| avril 2014                               | En cours (au 27 août 2014) | Philippe Digonnet |           |         |

## Population et société

### Démographie

#### Évolution démographique
L'évolution du nombre d'habitants est connue à travers les recensements de la population effectués dans la commune depuis 1876. Pour les communes de moins de 10 000 habitants, une enquête de recensement portant sur toute la population est réalisée tous les cinq ans, les populations de référence des années intermédiaires étant quant à elles estimées par interpolation ou extrapolation. Pour la commune, le premier recensement exhaustif entrant dans le cadre du nouveau dispositif a été réalisé en 2006.

En 2022, la commune comptait 291 habitants, en évolution de −11,28 % par rapport à 2016 (Haute-Loire : +0,36 %, France hors Mayotte : +2,11 %).
| 1876 | 1881 | 1886 | 1891 | 1896 | 1901 | 1906 | 1911 | 1921 |
| ---- | ---- | ---- | ---- | ---- | ---- | ---- | ---- | ---- |
| 630  | 635  | 795  | 765  | 768  | 784  | 813  | 816  | 675  |

| 1926 | 1931 | 1936 | 1946 | 1954 | 1962 | 1968 | 1975 | 1982 |
| ---- | ---- | ---- | ---- | ---- | ---- | ---- | ---- | ---- |
| 681  | 642  | 566  | 481  | 396  | 364  | 298  | 231  | 220  |

| 1990 | 1999 | 2006 | 2011 | 2016 | 2021 | 2022 | - | - |
| ---- | ---- | ---- | ---- | ---- | ---- | ---- | - | - |
| 217  | 242  | 280  | 312  | 328  | 300  | 291  | - | - |

#### Pyramide des âges
La population de la commune est relativement jeune.
En 2018, le taux de personnes d'un âge inférieur à 30 ans s'élève à 35,3 %, soit au-dessus de la moyenne départementale (31 %). À l'inverse, le taux de personnes d'âge supérieur à 60 ans est de 26,3 % la même année, alors qu'il est de 31,1 % au niveau départemental.
En 2018, la commune comptait 175 hommes pour 145 femmes, soit un taux de 54,69 % d'hommes, largement supérieur au taux départemental (49,13 %).
Les pyramides des âges de la commune et du département s'établissent comme suit.
| Hommes | Classe d’âge | Femmes |
| ------ | ------------ | ------ |
| 0,6    | 90 ou +      | 0,7    |
| 7,8    | 75-89 ans    | 10,7   |
| 16,8   | 60-74 ans    | 16,1   |
| 23,5   | 45-59 ans    | 27,5   |
| 13,4   | 30-44 ans    | 12,8   |
| 17,3   | 15-29 ans    | 11,4   |
| 20,7   | 0-14 ans     | 20,8   |

| Hommes | Classe d’âge | Femmes |
| ------ | ------------ | ------ |
| 0,9    | 90 ou +      | 2,5    |
| 8,4    | 75-89 ans    | 11,7   |
| 20,4   | 60-74 ans    | 20,5   |
| 21,3   | 45-59 ans    | 20,3   |
| 16,8   | 30-44 ans    | 16,3   |
| 15,2   | 15-29 ans    | 13,2   |
| 17     | 0-14 ans     | 15,6   |

## Économie

### Revenus
En 2018, la commune compte 135 ménages fiscaux, regroupant 311 personnes. La médiane du revenu disponible par unité de consommation est de 18 210 € (20 800 € dans le département).

### Emploi
| Division       | 2008  | 2013  | 2018   |
| -------------- | ----- | ----- | ------ |
| Commune        | 4,8 % | 8,6 % | 10,1 % |
| Département    | 6,3 % | 7,7 % | 7,7 %  |
| France entière | 8,3 % | 10 %  | 10 %   |

En 2018, la population âgée de 15 à 64 ans s'élève à 193 personnes, parmi lesquelles on compte 75,8 % d'actifs (65,7 % ayant un emploi et 10,1 % de chômeurs) et 24,2 % d'inactifs,. En 2018, le taux de chômage communal (au sens du recensement) des 15-64 ans est supérieur à celui du département et de la France, alors qu'en 2008 la situation était inverse.
La commune est hors attraction des villes,. Elle compte 32 emplois en 2018, contre 44 en 2013 et 42 en 2008. Le nombre d'actifs ayant un emploi résidant dans la commune est de 128, soit un indicateur de concentration d'emploi de 25,2 % et un taux d'activité parmi les 15 ans ou plus de 58,1 %.
Sur ces 128 actifs de 15 ans ou plus ayant un emploi, 31 travaillent dans la commune, soit 24 % des habitants. Pour se rendre au travail, 83,2 % des habitants utilisent un véhicule personnel ou de fonction à quatre roues, 0,8 % les transports en commun, 6,9 % s'y rendent en deux-roues, à vélo ou à pied et 9,2 % n'ont pas besoin de transport (travail au domicile).

## Culture locale et patrimoine

### Lieux et monuments
- Église Saint-Jean-Baptiste : construite après 1830 par les habitants de Chenereilles et bénite le 3 mars 1845, l’église a rapidement présenté des défauts structurels, nécessitant l’ajout d’un clocher en 1855, d’importantes réparations en 1874 par l’entrepreneur Benoît Rochette, puis une restauration complète en 1923 dirigée par l’ingénieur T.P.E. Dutet, incluant l’agrandissement de la sacristie, la surélévation des murs et une nouvelle toiture, avant une rénovation intérieure au début des années 2020[27],[28].
- Château de la Borie : construction militaire d'origine ancienne, remaniée aux XVe et XVIe siècles, et classée monument historique le 20 juillet 1972[29].
- Tour de Joux avec son sentier de petite randonnée[30].
- Croix de chemin[31].

### Personnalités liées à la commune
- Jean André de Veron de La Borie (1733-1789), né au château de La Borie, militaire et gouverneur de Sainte-Lucie aux Antilles.